# Víctor Varas
Víctor Varas war ein chilenischer Fußballspieler. Der Stürmer absolvierte zehn Länderspiele für die chilenische Fußballnationalmannschaft. 

## Karriere

### Verein
Auf Vereinsebene spielte Víctor Varas mindestens von 1919 bis 1922 bei Artillero de Costa aus Talcahuano.

### Nationalmannschaft
Víctor Varas debütierte für Chile beim Campeonato Sudamericano 1919. Dort spielte der Stürmer bei den Niederlagen gegen Brasilien und Uruguay. Chile wurde punktlos Letzter. Beim Campeonato Sudamericano 1920 absolvierte Varas alle drei Spiele. Chile verlor das Auftaktspiel gegen Brasilien, konnte dann aber gegen Argentinien 1:1-Unentschieden spielen und verlor das letzte Spiel gegen die starken Uruguayer nur knapp mit 1:2. Dennoch wurde Chile erneut letzter. Beim Campeonato Sudamericano 1922 nahmen erstmalig fünf Teams teil. Chile wurde, wie auch bei den vorherigen Südamerikameisterschaften, letzter, nachdem das Team nur im Auftaktspiel gegen Gastgeber Brasilien einen Punkt holen konnte. Varas stand bei allen vier Turnierpartien auf dem Platz. Kurz nach dem Turnier absolvierte der Offensivspieler beim Freundschaftsspiel gegen Argentinien sein zehntes und letztes Länderspiel.